# Alepia alcobregma
Alepia alcobregma är en tvåvingeart som beskrevs av Quate 1999. Alepia alcobregma ingår i släktet Alepia och familjen fjärilsmyggor. Inga underarter finns listade i Catalogue of Life.